# Großnasenhai
Der Großnasenhai (Carcharhinus altimus) ist eine Art der Gattung Carcharhinus innerhalb der Requiemhaie (Carcharhinidae). Die Art ist in den Gewässern der Ostküste Nord- und Südamerikas sowie im Golf von Mexiko verbreitet.

## Aussehen und Merkmale
Der Großnasenhai ist ein relativ großer Hai mit einer maximalen Körperlänge von etwa 280 cm und Durchschnittslängen von 240 Zentimeter. Er hat eine braun-graue Körperfarbe ohne auffällige Körperzeichnung oder -markierungen. Die Schnauze ist groß und rund ausgebildet und besitzt einen deutlich ausgeprägten Nasenlappen.
Er besitzt eine Afterflosse und zwei Rückenflossen. Wie alle Arten der Gattung besitzen die Tiere fünf Kiemenspalten und haben kein Spritzloch. Ein ausgeprägter Interdorsalkamm ist vorhanden. Die Brustflossen verlaufen nahezu gerade, der Beginn der Rückenflosse liegt auf Höhe der hinteren Ansatzstelle der Brustflossen.

## Lebensweise
Der Großnasenhai ist eine Tiefenwasserform, die vor allem im Gebiet des Kontinentalsockelabhangs in Tiefen zwischen 250 und 430 Metern vorkommt. Dabei befindet er sich oft in Bodennähe und selten im Freiwasser. Er ernährt sich räuberisch vor allem von verschiedenen Knochenfischen sowie von kleineren Haien (Dornhaie, Katzenhaie) und Rochen.
Die Haie sind lebendgebärend und bilden eine Dottersack-Plazenta aus (plazental vivipar). Die Weibchen bekommen in einem Wurf zwischen 3 und 15 Jungtiere mit einer Länge von etwa 70 bis 90 cm. Die Gebärzeit ist regional unterschiedlich und liegt im Mittelmeer in den Monaten August bis September und im Bereich um Madagaskar im September bis Oktober. Dabei bevorzugen die Weibchen küstennahe Zonen, die als nursery grounds bezeichnet werden. Die Geschlechtsreife erreichen die Junghaie bei einer Körperlänge von etwa 216 (Weibchen) bzw. 220 Zentimetern (Männchen).

## Verbreitung

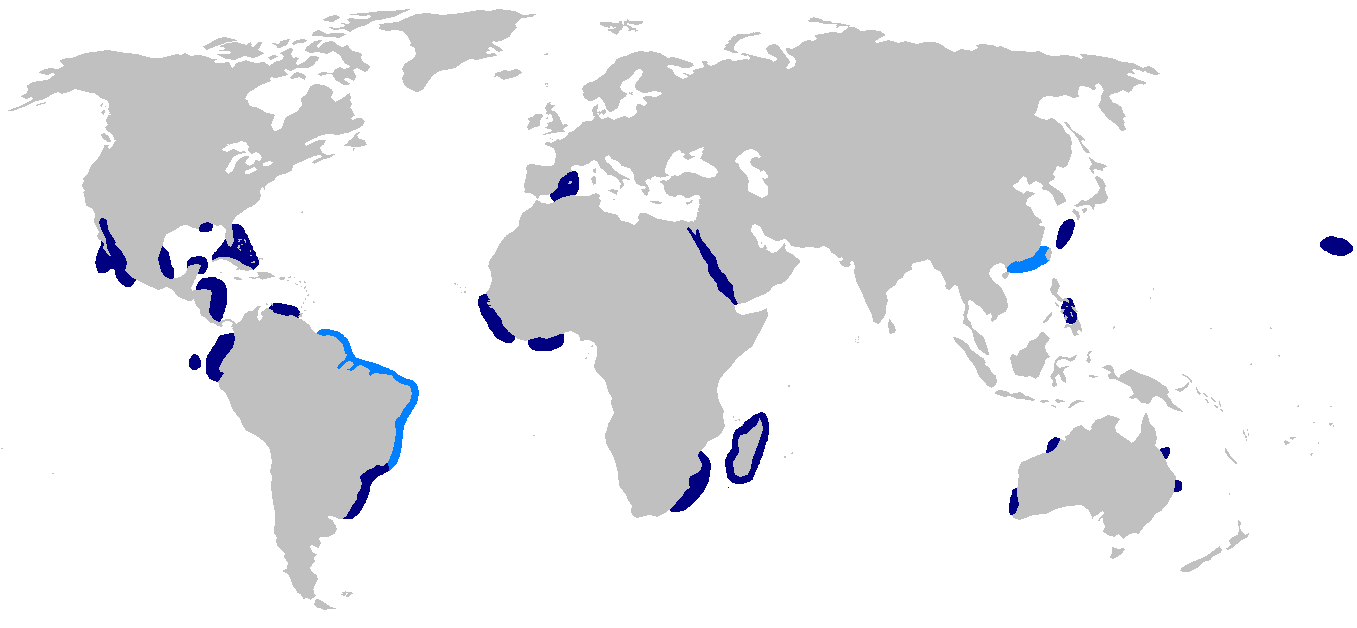
Verbreitungsgebiete des Großnasenhais

Der Großnasenhai hat eine weltweite Verbreitung und kommt sowohl im Atlantischen, im Pazifischen und Indischen Ozean vor. Dabei ist die Verbreitung sehr unregelmäßig und häufig nur auf relativ kleine Gebiete beschränkt. So findet man ihn im westlichen Atlantik vor North Carolina bis nach Florida und um die Bahamas und im östlichen Atlantik vor Senegal, Ghana und Südafrika.  Im Pazifik kommt er vor Hawaii und Kalifornien bis hinunter nach Peru und Ecuador und im Indischen Ozean lebt er in den Küstengewässern Madagaskars und vor Südindien. Im Mittelmeer ist er selten anzutreffen und kann dabei sowohl im westlichen Mittelmeer vor Spanien (vergleichsweise häufig) wie im östlichen Mittelmeer vorkommen.

## Gefährdung
Gezielt wird diese Art nicht gefischt. Gefangen wird dieser Hai aber als Beifang durch Langleinenfischerei, diese fischen eigentlich nach Tunfischen. Darüber hinaus wird der Großnasenhai gelegentlich von Grundschleppnetzen gefangen, ebenfalls als Beifang. Die gemeldeten Fänge sind gering, jedoch werden nicht alle Fänge gemeldet und es gibt keine spezifischen Daten. Generell wird davon ausgegangen, dass diese Fischeraktivitäten die Bestände schrumpfen lassen und unter Druck setzen. Diese Vermutung rechtfertigt die Art im Ausbreitungsgebiet Nordwestatlantik als potenziell gefährdet einzustufen. In Südostasien besteht ein größerer Druck seitens der Fischerei und die Flossen der Großnasenhais wurden auf dem Hongkonger Flossenmarkt bestätigt. Im Indischen Ozean werden stark sinkende Fangquoten von den Malediven berichtet.
Derzeit gibt es nicht genügend Informationen um diese Art über den Status ungenügende Datengrundlage weltweit hinaus zu bewerten. Diese Bewertung wird seit 2008 von der IUCN aufrechterhalten. Möglicherweise herrscht eine ähnlich gefährliche Situation wie beim Sandbankhai vor, damit wäre der Bestand dieser Tiere in einem besorgniserregend Zustand. Die zureichende Datenerfassung sollte nun Vorrang haben.